# 153P/Ikeya-Zhang
153P/Ikeya–Zhang (en chinois et en japonais 池谷-張彗星) est une comète périodique qui a été découverte indépendamment par les deux astronomes amateurs chinois Zhang Daqing et japonais Kaoru Ikeya le 1er février 2002.

## Découverte
Le 1er février 2002, l'astronome chinois Zhang Daqing de Kaifeng découvre une nouvelle comète dans la constellation de la Baleine. Lorsqu'il rapporte sa découverte à  l'Union astronomique internationale, il découvre que l'astronome japonais Kaoru Ikeya l'a déjà découverte un peu plus tôt, du fait que l'heure du coucher du soleil au Japon est antérieur à la Chine. D'après la tradition, comme leur découverte fut indépendante, la comète a été nommée d'après leurs deux noms, initialement désignée C/2002 C1 (Ikeya-Zhang). P. M. Raymundo, à Salvador, au Brésil, a également découvert la comète indépendamment, une demi-journée après Ikeya. Par ailleurs, trois observations antérieures à la découverte, prises par l'équipe de Palomar Mountain/NEAT le 25 août 2001, furent retrouvées.
Il est probable que cette comète a déjà été observée en 1661 (341 ans plus tôt) par l'astronome polonais Johannes Hevelius. Une comète brillante similaire a également été enregistrée par des astronomes chinois en 1661. Cette apparition a la désignation C/1661 C1. Outre par Hevelius, la comète fut observée en Chine, en Corée et au Japon.
Des observations des deux passages précédents, en 877 et en 1273, furent ensuite retrouvées. En 877, la comète a été vue en février au Japon et en mars en Europe. Une comète fut aussi observée en mai 877 en Chine, mais il s'agit d'une comète différente. En 1273, la comète fut observée en février au Japon et en Corée. Une comète fut également observée en Chine en avril 1273, mais il s'agit à nouveau d'une comète différente.
Les passages autour des années 77 et 459 n'ont pas été identifiés à des observations. Le prochain passage de la comète est prévu pour l'année 2362.

## Orbite

Les orbites des 3 comètes périodiques, Halley, Borrelly et Ikeya–Zhang, croisant celles des planètes externes. Ikeya–Zhang est à droite.

En tant que comète périodique ayant été observée à au moins deux périhélies, elle a reçu la désignation permanente « 153P ». Il s'agit de la comète classée comme périodique (c'est-à-dire ayant un préfixe « P ») qui a la plus longue période orbitale connue avec 366,51 années — certaines comètes à longue période, classées comme « non périodiques » au sens de l'UAI, ayant néanmoins des périodes plus longues. Elle est passée à son périhélie le 18 mars 2002, avec une magnitude apparente de 3,5, devenant la comète la plus brillante depuis 1997.

## Tableau récapitulatif des périhélies et observations
Mis à jour le 2 août 2023.
| Périhélie | Observation  |
| --- | ------------ |
| 13 février 877 | 153P         |
| 4 février 1273 | 153P         |
| 29 janvier 1661 | 153P/1661 C1 |
| 18 mars 2002 | 153P/2002 C1 |
| Légende : - découverte - observée, post-découverte - observée, pré-découverte - non observée, post-découverte - non observée, pré-découverte - retour futur |              |

## Sources
- (en) Cet article est partiellement ou en totalité issu de l’article de Wikipédia en anglais intitulé « 153P/Ikeya–Zhang » (voir la liste des auteurs).

1. 1 2 3 4 5 6  Hasegawa et Nakano 2003.
2. ↑  (en) « 153P/Ikeya-Zhang », sur cometography.com (consulté le 22 mai 2019)
3. ↑  Seiichi Yoshida, « 153P/Ikeya-Zhang », Seiichi Yoshida's Comet Catalog, 28 avril 2003 (consulté le 2 août 2023).

- « JPL Small-Body Database Browser: 153P/Ikeya-Zhang », Jet Propulsion Laboratory, 2002-10-02 last obs (arc 341.6 yr) (consulté le 20 avril 2011)